# Xu Da
Xu Da (1332–1385), nombre de cortesía Tiande, conocido por su título de Duque de Wei (魏國公), más tarde póstumamente como Príncipe de Zhongshan (中山王), fue un general y funcionario militar chino que vivió a finales de la dinastía Yuan y principio de la dinastía Ming. Fue amigo del emperador Hongwu, fundador y primer gobernante de la dinastía Ming, y lo ayudó a derrocar a la dinastía Yuan liderada por los mongoles y a establecer la dinastía Ming. También fue el padre de la emperatriz Xu, quien se casó con el tercer gobernante Ming, el emperador Yongle, y abuelo materno del emperador Hongxi . Todos los emperadores posteriores de la dinastía Ming y de la dinastía Ming del Sur, excepto dos, descendieron de él.
Xu Da fue cauto y hábil en el gobierno del ejército, haciendo contribuciones destacadas al establecimiento de la dinastía Ming y a la recuperación del territorio chino. Zhu Yuanzhang lo elogió como "la Gran Muralla" de la dinastía Ming. Después de su muerte, Xu Da fue honrado póstumamente con el título de "Rey de Zhongshan" (中山王) por Zhu en 1385, ocupando el primer lugar en los Templos Ancestrales Imperiales y los Templos de Retratos de Funcionarios Meritorios. 

## Biografía
Xu Da fue descrito como un hombre valiente, de rostro delgado y pómulos altos, se unió a los rebeldes de los Turbantes Rojos en 1353 para derrocar a la dinastía Yuan liderada por los mongoles en China. Xu sirvió como general bajo el mando de Zhu Yuanzhang, un destacado líder rebelde, y lo ayudó a derrotar a otros caudillos rivales y fuerzas opuestas. En 1368, año de la fundación de la dinastía Ming, Xu Da y otros generales Ming lideraron un ataque a Khanbaliq (actual Pekín ), la capital Yuan, y obligaron al último gobernante Yuan, Toghon Temür, a huir hacia el norte. 
Xu Da lideró una persecución contra las fuerzas Yuan en retirada. Posteriormente, el ejército de Xu Da entró en territorio mongol, derrotó a los refuerzos mongoles, saqueó la capital mongol en Karakorum  y capturó a miles de nobles mongoles en 1370. Su ejército se aventuró a Transbaikalia y llegó más al norte que cualquier otro ejército chino hasta entonces.
Xu Da murió en 1385 en circunstancias misteriosas. No se le acusó de conspirar para asesinar al emperador Hongwu, aunque muchos otros generales que contribuyeron en gran medida a la fundación de la dinastía Ming fueron condenados a muerte por el emperador, acusados supuestamente de conspirar para provocar rebeliones. Según la leyenda, Xu Da era alérgico al ganso, por lo que el emperador Hongwu le envió un plato de ganso y le ordenó al emisario que se asegurara de que Xu lo comiera y muriera.  Esta afirmación no es un hecho, sino un rumor. Xu Da murió de una enfermedad natural. Su familia todavía era muy prominente en la dinastía Ming.

## Familia
Esposas y descendencia:
- Señora, del clan Zhang (張氏)
- Madame Wang de Zhongshan, del clan Xie (中山王夫人 謝氏), hija de Xie Zaixing (謝再興)
  - Xu Yihua, emperatriz Renxiaowen (仁孝文皇后 徐儀華; 5 de marzo de 1362 - 6 de agosto de 1407), primera hija
    - Se casó con Zhu Di, quinto hijo del emperador Hongwu, en 1736 y tuvo descendencia (4 hijas y 3 hijos).

  - Xu Huizu, duque Zhongzhen de Wei (徐輝祖 忠贞魏国公; 1368-1407), primer hijo
  - Xu Tianfu (徐添福),  segundo hijo
  - Xu Zengshou, duque de Ding (徐增壽 定國公; m. 1402), tercer hijo
  - Lady Xu, princesa consorte de Dai (徐氏 代王妃; m. 1427), segunda hija
    - Se casó con Zhu Gui, decimotercer hijo del emperador Hongwu, y tuvo descendencia (3 hijos).

  - Lady Xu, princesa consorte de An (徐氏 安王妃; m. 1449), tercera hija
    - Se casó con Zhu Ying, príncipe de Ai, vigésimo segundo hijo del emperador Hongwu.
- Dama del clan Sol (孫氏) 
  - Xu Yingxu (徐膺緒; 1372 - 2 de marzo de 1416), cuarto hijo
- Señora, del clan Jia (賈氏)
  - Xu Miaojin (徐妙锦),  cuarta hija

## Ascendencia
|  |                   |  |  |  |  |  |  |  |  |  |  |  |  |  |  |  |
|  | Xu Wusi           |  |  |  |  |  |  |  |  |  |  |  |  |  |  |  |
|  |                   |  |  |  |  |  |  |  |  |  |  |  |  |  |  |  |
|  |                   |  |  |  |  |  |  |  |  |  |  |  |  |  |  |  |
|  | Xu Siqi           |  |  |  |  |  |  |  |  |  |  |  |  |  |  |  |
|  |                   |  |  |  |  |  |  |  |  |  |  |  |  |  |  |  |
|  |                   |  |  |  |  |  |  |  |  |  |  |  |  |  |  |  |
|  | Lady He           |  |  |  |  |  |  |  |  |  |  |  |  |  |  |  |
|  |                   |  |  |  |  |  |  |  |  |  |  |  |  |  |  |  |
|  |                   |  |  |  |  |  |  |  |  |  |  |  |  |  |  |  |
|  | Xu Liusi          |  |  |  |  |  |  |  |  |  |  |  |  |  |  |  |
|  |                   |  |  |  |  |  |  |  |  |  |  |  |  |  |  |  |
|  |                   |  |  |  |  |  |  |  |  |  |  |  |  |  |  |  |
|  | Lady Zhou         |  |  |  |  |  |  |  |  |  |  |  |  |  |  |  |
|  |                   |  |  |  |  |  |  |  |  |  |  |  |  |  |  |  |
|  |                   |  |  |  |  |  |  |  |  |  |  |  |  |  |  |  |
|  | Xu Da (1332–1385) |  |  |  |  |  |  |  |  |  |  |  |  |  |  |  |
|  |                   |  |  |  |  |  |  |  |  |  |  |  |  |  |  |  |
|  |                   |  |  |  |  |  |  |  |  |  |  |  |  |  |  |  |
|  | Lady Cai          |  |  |  |  |  |  |  |  |  |  |  |  |  |  |  |
|  |                   |  |  |  |  |  |  |  |  |  |  |  |  |  |  |  |
|  |                   |  |  |  |  |  |  |  |  |  |  |  |  |  |  |  |